# بونی‌هاد
شهر بونی‌هاد (به مجاری: Bonyhád) در تولنا در کشور مجارستان واقع شده‌است. جمعیت این شهر ۱۴٫۰۴۵ نفر است.